# Shigeru Morioka
Shigeru Morioka (森岡 茂 Morioka Shigeru?), född 12 augusti 1973, är en japansk tidigare fotbollsspelare.
I juli 1996 blev han uttagen i Japans trupp till fotbolls-OS 1996.